# Eric George Bailey
Eric George Bailey (Tenterfield, 14 ottobre 1906 – Orange, 12 gennaio 1945) è stato un poliziotto australiano, insignito della George Cross nel corso della seconda guerra mondiale.

## Biografia
Nacque a Tenterfield, nel Nuovo Galles del Sud, il 14 ottobre 1906, nono figlio di Arthur Peter, compositore, e di sua moglie Jane Bush, entrambi nativi del posto. All'età di 16 anni divenne ufficiale del Dipartimento del Direttore Generale delle Poste. Entrò a far parte della Polizia del Nuovo Galles del Sud  il 16 marzo 1927, assegnato alla Stazione n. 4 di Sydney. Il 17 settembre 1928 fu trasferito a "The Rock", una cittadina a circa 20 miglia da Wagga Wagga, dove rimase fino al maggio 1929, per poi essere trasferito a Gundagai per tre anni. Fu confermato agente di polizia ordinario il 16 marzo 1928. Sposò Florence May O'Connor nella chiesa cattolica del Monte Carmelo a Waterloo il 24 novembre dello stesso anno.
Dal maggio 1932 all'aprile 1939 fu di stanza a Narrandera, Deniliquin e Balrandal, nel Nuovo Galles del Sud. Promosso ad agente di prima classe il 23 aprile 1938 e poco dopo, il 20 aprile 1939, trasferito a Moruya, sulla costa meridionale. Nel 1940 arrestò un criminale a Batemans Bay e fu elogiato per il coraggio, la freddezza e la dedizione al dovere. Dopo aver appreso che il peschereccio Dureenbee era stato attaccato da un sommergibile giapponese al largo di Moruya il 3 agosto 1942, lui e il sergente Horace Miller salparono di notte su una lancia da diporto in mare agitato per contribuire al salvataggio dei sopravvissuti. Per questo fatto fu altamente elogiato e gli furono conferiti sei mesi di anzianità per il suo coraggio; ricevette inoltre un attestato di merito dalla Royal Shipwreck Relief and Humane Society del Nuovo Galles del Sud.
Il 4 gennaio 1945 fu trasferito in servizio a Blayney. Cadde in servizio il giorno 12 dello stesso mese. Mentre era di servizio in Adelaide Street, fu informato che un avventore all'Exchange Hotel stava mostrando una pistola. Quando  interrogò il colpevole, Cyril Norman, che indossava un'uniforme della Marina americana, e dichiarò che avrebbe perquisito la sua stanza, Norman estrasse una pistola e gli sparò allo stomaco. Nella colluttazione che ne seguì, furono sparati altri due colpi e Norman, rimase ferito al polso.  Tre dipendenti delle ferrovie accorsero rapidamente in aiuto dell'agente e il trasgressore fu ammanettato e trattenuto fino all'arrivo dell'agente Grady. Disse poi a Grady: "Mi ha sparato alla schiena. Non lasciatelo scappare... Ci ho provato. Non ho sparato". Ferito mortalmente dal primo colpo,  morì poche ore dopo, il 12 gennaio 1945, all'Orange Base Hospital, con la moglie Florence al suo fianco. 
Promosso postumo al grado di sergente di terza classe, gli fu conferito il trofeo George Lewis nel 1945 per l'atto più coraggioso compiuto da un poliziotto e, con solenni funerali venne fu sepolto del cimitero di Rookwood a Sydney, tomba n. 1959, Sezione 8 anglicana.
Cyril Norman, alias Thomas Couldrey, fu accusato dell'omicidio di Bailey e di quello di Maurice Hannigan, un negoziante di Sydney a cui aveva rubato armi e munizioni. Sebbene fosse stato condannato a morte, la sentenza fu successivamente commutata in ergastolo.
Il 29 ottobre 1946 re Giorgio VI di Gran Bretagna lo insignì postumo della George Cross.  L'onorificenza è stata conferita alle vedova durante un'investitura tenuta dal governatore generale signor William McKell, presso la Government House il 10 settembre 1947.